# Irvine Lenroot

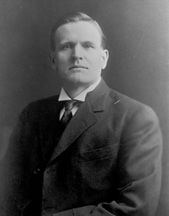
Irvine Lenroot

Irvine Luther Lenroot, född 31 januari 1869 i Superior, Wisconsin, död 26 januari 1949 i Washington, D.C., var en amerikansk republikansk politiker och jurist. Han representerade delstaten Wisconsin i båda kamrarna av USA:s kongress, först i representanthuset 1909-1918 och sedan i senaten 1918-1927. Han var av svensk härkomst.
Han föddes som son till Lars och Fredrica Lenroot i Douglas County, Wisconsin, båda ursprungligen från Skåne men överflyttade till USA 1856. Efter skolgången och juridikstudierna inledde han sin karriär som advokat i hemstaden Superior. Lenroot var ledamot av Wisconsin State Assembly, underhuset i delstatens lagstiftande församling, 1901-1907, de fyra sista åren som talman. Han valdes sedan fem gånger till USA:s representanthus.
Senator Paul O. Husting omkom 1917 i en jaktolycka och demokraterna förlorade sin majoritet i senaten. Republikanen Lenroot valdes i april 1918 till Hustings efterträdare. Om Husting hade varit en anhängare av USA:s president Woodrow Wilson, hörde Lenroot till presidentens motståndare och röstade emot USA:s inträde i Nationernas förbund.
Senator Warren G. Harding var republikanernas kandidat i presidentvalet i USA 1920. Harding själv och andra republikanska partibossar ville ha Lenroot som vicepresidentkandidat. Delegaterna vid republikanernas partikonvent i Chicago föredrog Calvin Coolidge med klar majoritet. Coolidge besegrade Lenroot med rösterna 674 mot 146 och nominerades till vicepresidentkandidat. President Harding avled 1923 i ämbetet och Coolidge tillträdde som USA:s 30:e president.
Lenroot förlorade i repulikanernas primärval inför senatsvalet 1926 mot John J. Blaine. Han var domare i tull- och patentappellationsdomstolen Court of Customs and Patent Appeals 1929-1944. Den ifrågavarande domstolens verksamhet lades ned 1982.
Lenroot var kongregationalist. Hans grav finns på Greenwood Cemetery i Superior.